# MAZ-5433
Der Lastkraftwagen MAZ-5433 (russisch МАЗ-5433, deutsche Transkription eigentlich MAS-5433) ist ein Lkw-Typ des belarussischen Fahrzeugherstellers Minski Awtomobilny Sawod, der seit dem Jahr 1987 in Serie produziert wird.

## Beschreibung
Technisch basiert der Lastkraftwagen auf dem MAZ-5337, von dem sehr viele Komponenten und auch die Grundkonstruktion übernommen wurden. Statt einer Ladefläche oder Sonderaufbauten wurde jedoch eine Sattelkupplung über der Hinterachse montiert. Im Unterschied zur normalen Version ist außerdem auch eine Motorisierung mit einem V8-Dieselmotor im Angebot.
Im Gegensatz zu späteren MAZ-Zugmaschinen gab es beim MAZ-5433 noch keine engere Zusammenarbeit mit westlichen Herstellern, auch westliche Teile wurden nicht zugekauft. Die Motoren stammen durchgängig aus russischer Produktion von JaMZ, die Getriebe sind teilweise Eigenkonstruktionen von MAZ.
Die Zugmaschine ist mit maximal 169 kW verhältnismäßig schwach motorisiert. Entsprechend beträgt die zulässige Gesamtmasse des Zugs auch nur 25 Tonnen, statt wie bei modernen Zugmaschinen üblich 40 Tonnen. Die schwache Motorisierung ist auch daran zu erkennen, dass die ersten Modelle 65 Sekunden benötigten, um den Lastzug auf 60 km/h zu beschleunigen. Das Fahrerhaus ist lediglich für den Nahverkehr konzipiert und verfügt über drei Sitzplätze.
Optisch ist der MAZ-5433 sehr leicht mit dem MAZ-5434 zu verwechseln.

## Modellvarianten
- MAZ-5433: Ursprüngliche Variante mit 180 PS, JaMZ-V6-Dieselmotor (JaMZ-236M2) und Fünfgang-Schaltgetriebe
- MAZ-543302: Überarbeitete Variante mit 230 PS, JaMZ-V6-Turbo-Dieselmotor (JaMZ-236NE2) und Fünfgang-Automatikgetriebe, wird noch hergestellt, erfüllt die Euro-2-Abgasnorm
- MAZ-54331: Ähnlich der ursprünglichen Variante
- MAZ-5433A2: Variante mit JaMZ-6563.10 V6-Dieselmotor, wird aktuell noch gebaut, erfüllt die Euro-3-Abgasnorm. Wird häufig mit einem leichten MAZ-93802-Auflieger genutzt.

Außerdem wurden Fahrzeuge für den Betrieb bis −60 °C ausgestattet. Diese wurden mit den kyrillischen Buchstaben ХЛ hinter den Modellbezeichnungen versehen (für russisch холодно, "kalt").

## Technische Daten
Für das Modell MAZ-543302.
- Motor: JaMZ-236NE2-V6-Dieselmotor mit Turboaufladung, erfüllt Euro-2-Abgasnorm
- Hubraum: 11.150 cm³

- Leistung: 169 kW (230 PS)
- Drehmoment: 882 Nm

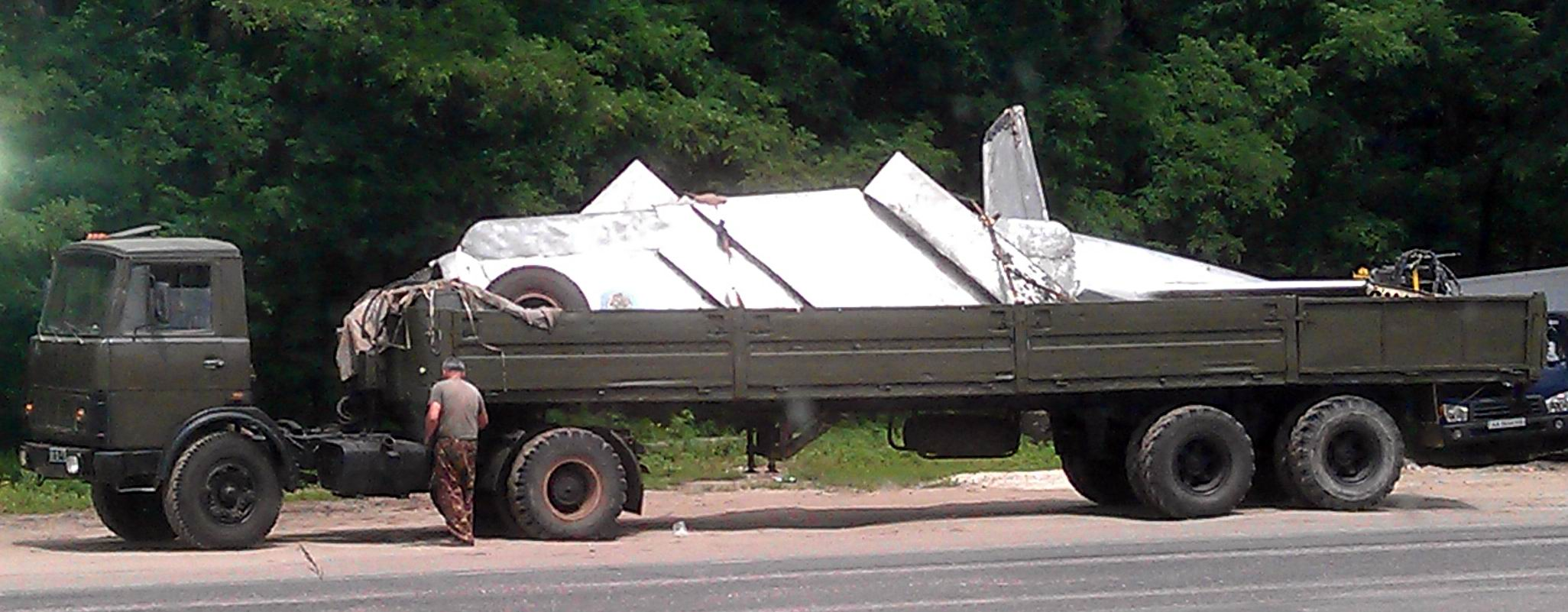
MAZ-5433-Sattelzug der Ukrainischen Armee

- Getriebe: JaMZ-236P, (später JaMZ-2361)
- Anzahl der Gänge: 5
- Art der Schaltung: Automatisch
- Höchstgeschwindigkeit: 95 km/h
- Tankinhalt: 200 l
- Antriebsformel: (4×2)

Abmessungen und Gewichtsangaben
- Höhe: 2925 mm
- Breite: 2500 mm
- Länge: 5535 mm
- Radstand: 3300 mm
- Reifendimension: 11,00R20

- Gesamtgewicht: 15.350 kg
- Gesamtgewicht des Sattelzugs: 25.350 kg
- Achslast vorne: 5350 kg
- Achslast hinten: 10.000 kg